# Danville (Québec)
Pour les articles homonymes, voir Danville.
Danville est une ville située dans la MRC des Sources en Estrie, au Québec, au Canada. La municipalité est membre de la Fédération des Villages-relais du Québec, des Cœurs villageois des Cantons-de-l'Est et de la Fédération québécoise des municipalités.

## Toponymie
Elle est nommée en mémoire du village de Danville, au Vermont, d'où provenaient plusieurs des premiers habitants. La ville vermontoise a ainsi été nommée en hommage à Jean-Baptiste Bourguignon d'Anville (1697-1782), géographe du roi Louis XV.

## Histoire

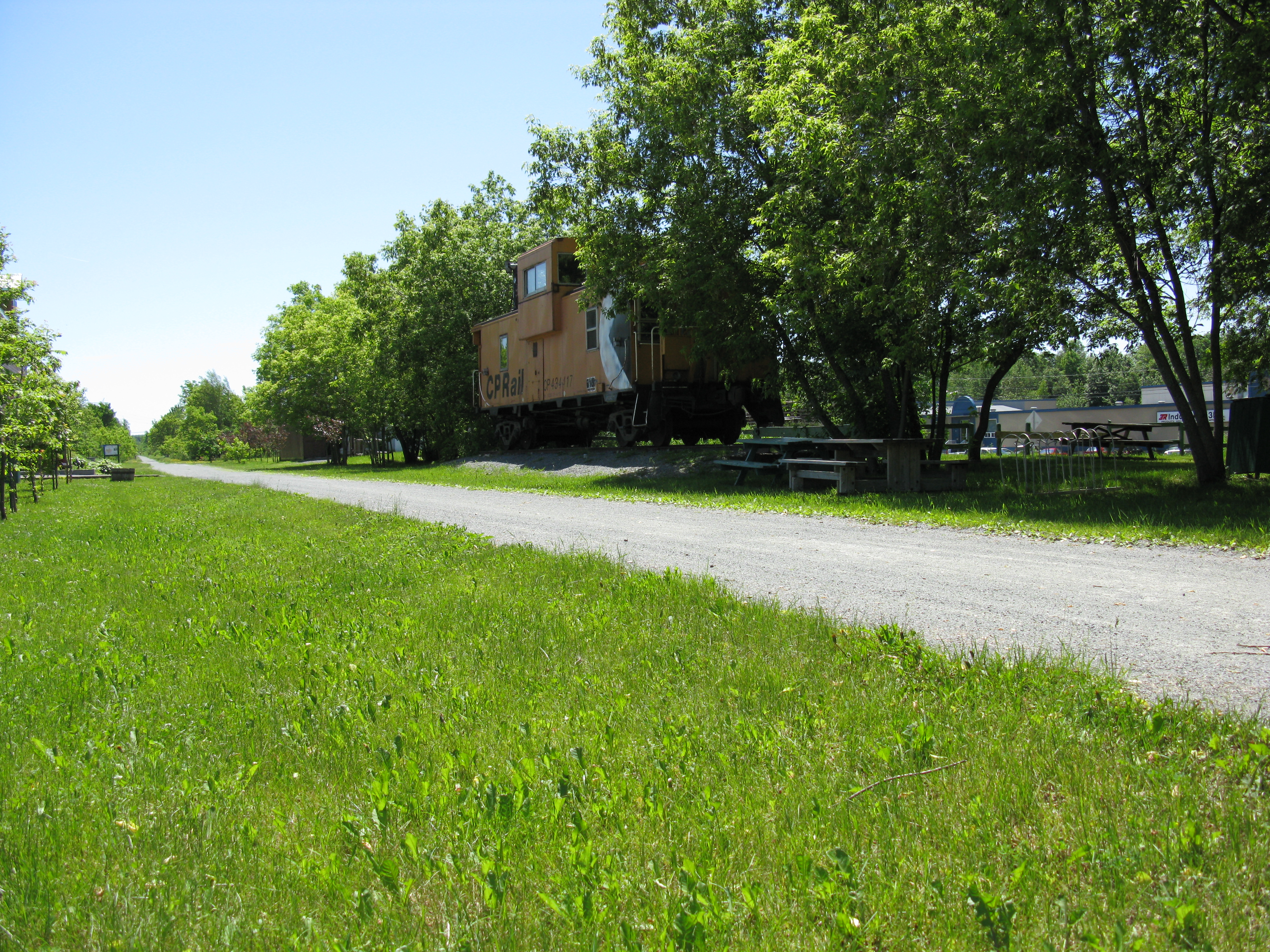
Piste cyclable à l'endroit où était la gare.

Danville se trouve sur un tronçon de la « Route de Boston » ou chemin Craig qui reliait la Province de Québec à la Nouvelle-Angleterre. Les immigrants loyalistes venus après 1783 de la Nouvelle-Angleterre qui s'y installèrent lui ont donné son nom en mémoire de la ville du même nom au Vermont d'où ils venaient.

## Géographie
La rivière Danville conflue avec la rivière Landry au centre de la municipalité, cette dernière se déverse dans la rivière Nicolet Sud-Ouest au nord.
Le projet d'annexion de Danville à la ville voisine, Val-des-Sources, a été mis sur pause en mars 2025. Dans les plans, Val-des-Sources aurait annexé les domaines Plein-Air et Pinard, qui enclavent la ville.

## Démographie
Elle a une population mixte, francophone et anglophone. Le recensement de 2021 y dénombre 3 826 habitants.
Jusqu'en 1971, la population de Danville était majoritairement anglophone, puis la proportion s'est inversée dans les années qui suivirent quand une partie de la jeune génération a émigré vers les provinces canadiennes anglophones ou vers Montréal.
| 1996  | 2001  | 2006  | 2011  | 2016  | 2021  |
| ----- | ----- | ----- | ----- | ----- | ----- |
| 4 529 | 4 301 | 4 041 | 4 070 | 3 826 | 3 888 |

## Administration
Les élections municipales se font en bloc pour le maire et les six conseillers.
| Danville Maires depuis 2002                                                                                          |                   |         |          |
| Élection | Maire             | Qualité | Résultat |
| 2002 | Jacques Hémond    |         | Voir     |
| 2005 | Jacques Hémond    | Voir    |          |
| 2009 | Jacques Hémond    | Voir    |          |
| 2013 | Michel A. Plourde |         | Voir     |
| 2017 | Michel A. Plourde | Voir    |          |
| 2021 | Martine Satre     |         | Voir     |
| Élection partielle en italique Depuis 2005, les élections sont simultanées dans toutes les municipalités québécoises |                   |         |          |

## Environnement
L'étang Burbank, qui accueille régulièrement des milliers d'oies des neiges, se trouve sur le territoire de Danville.

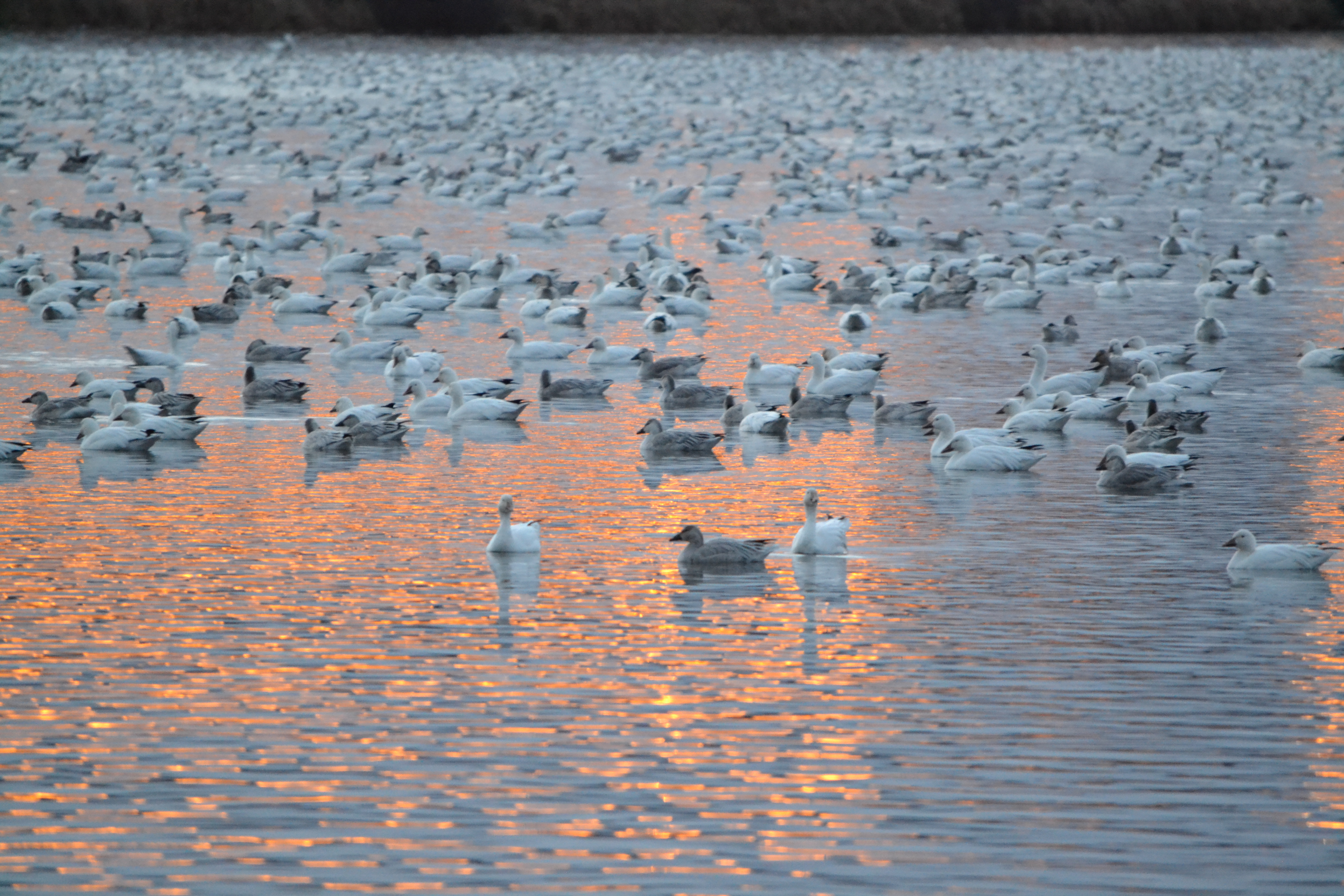
Oies sauvages sur l'étang Burbank.

## Patrimoine
La ville possède un riche patrimoine bâti, dont font partie les églises chrétiennes de deux (2) actuelles paroisses respectivement de confessions protestante réformée et anglicane, c'est-à-dire: Danville-Asbestos Trinity United church - initialement une église congrégationaliste - et Danville St. Augustine anglican church. De plus, un bâtiment commercial s'avère être l'ancienne église presbytérienne de Danville (fermée en 1980, puis un restaurant de 1987 à 2020) et une résidence au coin des rues Grove et Crown, s'avère être l'ancienne église chrétienne adventiste (ne pas confondre avec les adventistes du 7e jour). Finalement, une deuxième église anglicane, toujours partiellement en opération, abrite les activités de la paroisse Holy Trinity, au hameau 'Denison Mills', à la limite des cadastres des Cantons de Cleveland et Shipton.
La ville a également deux églises n'étant pas listée au patrimoine bâti, soit l'église romaine catholique (Paroisse Ste-Anne de Danville) et une église baptiste-évangélique (Danville-Asbestos).
Danville possède une école primaire française, l'école Masson, et une école primaire anglaise, l'école ADS (Asbestos-Danville-Shipton)
Le centre-ville de Danville est formé par l'élargissement du carrefour qui forme un square, qui inclut, au centre, un monument commémoratif des soldats morts lors des deux conflits de 1914-1918 et de 1939-1945. Un autre monument, commémoratif au soldat Timothy O'Hea, est érigé devant l'ancien bâtiment de l'hôtel de ville.

## Personnalités
- La pionnière du féminisme et gynécologue Kate Campbell Hurd-Mead y est née en 1867.
- Une des figures intéressantes de la ville de Danville est Michael Sinnott 1833-1907, inhumé au cimetière Sainte-Anne de Danville, grand-père de Mack Sennett, réalisateur et pionnier du cinéma muet.
- L'ancien premier ministre du Québec, Daniel Johnson (père), y est né en 1915.
- L'artiste, auteur littéraire et dramatique Jovette Marchessault y a vécu et y est décédée le 31 décembre 2012.
- L'avocat James Greenshields, ayant défendu l'homme politique Louis Riel, y a résidé.
- Le député de Richmond de 1952 à 1970, et ministre de 1960 à 1966 dans le cabinet du premier ministre libéral Jean Lesage, Émilien Lafrance y est né.
- Le député de Richmond de 1973 à 1976 et de 1981 à 2012, ministre libéral provincial et 44e président de l'Assemblée nationale, Yvon Vallières y est né ; lequel revendique la 4e plus longue expérience parlementaire à partir de l'Acte d'Union de 1840.
- Le député unioniste d'Abitibi-Est de 1948 à 1960 et ministre sous Maurice Duplessis, Paul Sauvé et Antonio Barrette, Jacques Miquelon y est né.
- Ville où ont grandi André Bourbeau, député libéral de 1981 à 2003 et ancien maire de Saint-Lambert, qui fut entre autres, ministre des Affaires municipales au sein du gouvernement de Robert Bourassa, de même que Monique Bourbeau-Landry, ministre progressiste-conservatrice au sein du cabinet du premier ministre Brian Mulroney de 1984 à 1993. Frère et sœur, ils sont respectivement neveu et nièce de Jacques Miquelon.
- L'écrivain Patrick Roy y est né.
- L'auteure romancière de type « Chick-Lit », Amélie Dubois, y est née.
- Le président et chef de la direction du Groupe Cascades, multinationale spécialisée dans les pâtes et papiers, depuis 2012, Mario Plourde y est né et y a grandi.
- La comédienne, Marie-Ève Milot.
- Le chanteur, guitariste et fondateur du groupe thrash metal Gorguts, de renommée internationale, Luc Lemay, est né et a grandi à Danville.